# Ármin Vámbéry
Ármin Vámbéry (in latino Arminius Vámbéry), nato Hermann Bamberger, conosciuto anche come Ármin Bamberger, (Dunajská Streda, 19 marzo 1832 – Budapest, 15 settembre 1913) è stato uno storico, linguista, orientalista e scrittore ungherese.

## Gioventù difficile
Vámbéry nato a Dunajská Streda (in ungherese Dunaszerdahely), era originario di una povera famiglia ungherese di religione ebraica. Morto il padre nel 1831, fu allevato dalla madre e per aiutare la famiglia fece molti lavori umili. All'età di tre anni rimase offeso a una gamba. 

Nato in un contesto familiare e sociale plurilingue, ben presto mostrò particolari doti nell'apprendimento delle lingue. Nonostante problemi di salute e finanziari, con l'aiuto di parenti e amici, riuscì a continuare i suoi studi a  Svätý Jur (Szentgyörgy).
All'età di sedici anni conosceva già, oltre all'ungherese, al tedesco e al latino (allora ancora lingua ufficiale del paese), il francese, l'inglese, le lingue scandinave, il russo, il serbo e altre lingue e dialetti slavi.
Nel 1846 si trasferì a Presburgo, oggi Bratislava. Dopo tre anni si trasferì a Vienna, poi a Kecskemét e quindi a Pest.

## Il viaggiatore
Vámbéry era molto attratto dalle lingue e dalle culture dell'Impero ottomano, soprattutto della Turchia.

All'età di vent'anni aveva già una padronanza tale del turco da poter recarsi, con l'aiuto del barone József Eötvös, a Costantinopoli, dove si mise ad insegnare lingue.

Divenuto educatore nella casa del pascià Huseyin Daim, si inserì bene nella società turca, grazie anche all'influente amico e insegnante Ahmet Efendi. Fu segretario di Fuat Pascià.

Grazie ad alcune traduzioni di scritti ottomani di carattere storico, fu fatto membro corrispondente dell'Accademia ungherese delle scienze.

Durante i sei anni in Turchia, pubblicò il "Dizionario turco-tedesco" e vari altri studi linguistici, oltre a imparare una ventina di altre lingue e dialetti.
Tra le opere più importanti eseguite in Turchia ricordiamo anche la traduzione dal turco di un'antica "Storia d'Ungheria", la cui originale (in latino) era stato a sua volta tradotto in turco da Mahmud Tercüman (1510-1575), interprete di origine bavarese di Solimano I, che l'aveva salvato nel 1543 dal rogo della biblioteca reale ungherese di Székesfehérvár.
Anticipato dalla fama delle sue opere, nel 1861 ritornò a Pest, dove ricevette dall'Accademia Ungherese delle Scienze la cospicua somma di 1000 gli allora fiorini ungheresi e - con il falso nome di "Reshit Efendi" e travestito da derviscio sunnita - si trasferì alla periferia di Costantinopoli.

Passò quindi a Trebisonda e a Teheran per recarsi poi con un gruppo di pellegrini alla Mecca. Trascorse poi alcuni mesi in Asia Centrale (in particolare a Tabriz, Zanjan e Qazvin), per poi recarsi a Shiraz, via Isfahan, giungendo nel giugno del 1863 a Khiva, dove ebbe modo di incontrare il locale khan. Viaggiando sempre con alcuni compagni, passò da Bukhara e giunse a Samarcanda, dove insospettì per un momento le autorità locali per poi essere allontanato ricolmo di doni. Fece ritorno a Costantinopoli nel marzo del 1864 via Herat, Teheran, Trebisonda ed Erzurum.
Fu il primo occidentale a fare un viaggio del genere e per evitare di essere scoperto poté prendere solo pochi appunti (e di nascosto). Altri occidentali, si spinsero in Oriente (e in buona parte per via di terra, ben prima e ben più lontano) fino almeno dal XIII secolo, quali Giovanni da Pian del Carpine, Marco Polo, Giovanni da Montecorvino e Guglielmo di Rubruck. Peraltro un occidentale riuscì a visitare clandestinamente La Mecca nel XVI secolo: il bolognese Ludovico de Varthema che tra il 1500 e il 1508, da Venezia, passando per l'Egitto, la Siria, l'Arabia, la Persia e l'India giunse alle Molucche.
Le informazioni che raccolse durante il suo viaggio furono trasmesse a vari paesi europei, tra i quali il Regno Unito.
Nel giugno 1864 si recò a Londra, dove fu accolto come una celebrità.

## L'attività accademica
Tornato in Ungheria l'anno seguente, fu nominato professore di lingue orientali all'Università di Budapest (dove insegnò fino al 1905) e pubblicò il suo Viaggi in Asia Centrale.
Durante i suoi studi portò avanti la teoria (non più seguita dall'accademia ungherese, ma ancora di moda in Turchia) di una comune origine per il turco e l'ungherese.
Le sue idee rimangono comunque ancora importanti per chi studia turcologia e l'ungherese.
Vámbéry conosceva il romanziere irlandese Bram Stoker, autore del libro Dracula. Stoker sostenne, nei suoi appunti, che fosse stato Vambery, durante una cena, a fornirgli l'ispirazione del nome "Dracula".

## Opere
- Deutsch-Türkisches Taschenwörterbuch, Costantinopoli, 1858 (dizionario turco-tedesco)
- Abuska, Budapest, 1861 (dizionario turco-chagatai)
- Reise in Mittelasien, Leipzig, 1865 (seconda ed. 1873)
- Dervisruhában Közép-Ázsián át mek.oszk.hu (1864; Bp., 1966; Dunaszerdahely, 2000)
- Cagataische Sprachstudien, Lipsia, 1867
- Meine Wanderungen und Erlebnisse in Persien, Lipsia, 1867
- Vándorlásaim és élményeim Perzsiában www.terebess.hu (Budapest, 1867)
- Skizzen aus Mittelasien, Lipsia, 1868
- A keleti török nyelvekről (Pest, 1869)
- A magyar és török–tatár nyelvekbeni szóegyezések (Pest, 1869)
- Uigurische Sprachmonumente und das Kudatku-Bilik, Innsbruck, 1870
- Uigurisch–Türkische Wortvergleichungen, Pest, 1870
- Indiai tündérmesék (Pest, 1870)
- Geschichte Bocharas, Stoccarda, 1872, 2 volumi (trad. anche in inglese)
- Der Islam im Neunzehnten Jahrhundert, Lipsia, 1875
- Keleti életképek www.terebess.hu (Budapest, 1876)
- Sittenbilder aus dem Morgenlande, Berlino, 1876
- Etymologisches Wörterbuch der Turkotatarischen Sprachen, Lipsia, 1878
- Die Primitive Cultur des Turkotatarischen Volkes, Lipsia, 1879
- A hunok és avarok nemzetisége (Budapest, 1881)
- Der Ursprung der Magyaren, Lipsia, 1882
- A magyarok eredete, Budapest, 1882
- Arminius Vámbéry, His Life and Adventures, Londra, 1883 (autobiografia)
- Das Türkenvolk, Lipsia, 1885
- Die Scheïbaniade, ein Oezbegisches Heldengedicht, Budapest, 1885
- Story of Hungary, London, 1887
- A magyarság keletkezése és gyarapodása mek.oszk.hu (Budapest, 1895; Dunaszerdahely, 2003)
- Travels and Adventures of the Turkish Admiral Sidi Ali Reis in India, Afghanistan, Central Asia, and Persia During the Years 1553-1556, Budapest, 1899
- Alt-Osmanische Sprachstudien, Leida, 1901
- Struggles of My Life, London, 1904 (autobiografia)
- Küzdelmeim www.terebess.hu (Budapest, 1905; Dunaszerdahely, 2001)
- Nyugat kultúrája Keleten, Budapest, 1906)
- A magyarság bölcsőjénél, Budapest, 1914)
- Hogyan határoztam el, hogy Európába utazom ... www.terebess.hu (Budapest, 1915)

(Oltre ad altri articoli e libri soprattutto in tedesco e ungherese)

## Opere politiche
- Russlands Machtstellung in Asien, Lipsia, 1871
- Oroszország hatalmi állása Ázsiában, Pest, 1871
- Zentralasien und die Englisch-Russische Grenzfrage, Lipsia, 1873
- The Coming Struggle for India, London, 1885
- Oroszok (Russi) www.mek.iif.hu (Budapest, 1915)

## Traduzioni
I suoi libri sono stati tradotti soprattutto in francese,inglese e tedesco (quelli già in ungherese). Il libro "Meine Wanderungen und Erlebnisse in Persien" è stato tradotto in farsi, dal famoso regista cinematografico iraniano Khosrow Sinai.
In italiano esistono le seguenti traduzioni:
- Viaggi di un falso dervish nell'Asia centrale da Teheran a Khiva, Bokhara e Samarcanda per il gran deserto turcomanno, Miraggi, n. 3, Milano, Touring Club Italiano, 1997  [Milano, F.lli Treves, 1873 e 1876], ISBN 978-88-365-1218-8.